# Tad Hilgenbrink
Tad Hilgenbrink (* 9. Oktober 1981 in Quincy, Illinois, USA) ist ein amerikanischer Schauspieler. Populär wurde er durch seine Rolle in American Pie präsentiert: Die nächste Generation als Matthew Stifler.

## Leben
Tad Hilgenbrink sammelte erste Schauspielerfahrungen in der Theatergruppe seiner Schule. Er besuchte die Millikin University in Decatur, Illinois, und später das Institute of English Studies (IES) in London, wo er intensiv Shakespeare studierte.
Bekannt wurde Hilgenbrink durch seine Rolle in American Pie präsentiert: Die nächste Generation. Für die Rolle ausgewählt wurde er wegen seiner  Ähnlichkeit mit dem Schauspieler Seann William Scott (der Matts älteren Bruder Steve Stifler spielte)  und ersetzte Eli Marienthal, der Matt in den ersten beiden Teilen der American-Pie-Filmreihe dargestellt hatte.
Im Jahr 2008 spielte Hilgenbrink die Hauptrolle des Chris Emerson in Lost Boys 2: The Tribe und 2009 neben Chris Carmack und Rider Strong in H2O Extreme.

## Filmografie (Auswahl)
- 2005: American Pie präsentiert: Die nächste Generation (American Pie Presents: Band Camp)
- 2006: Chance’ Highschool Abenteuer (The Curiosity of Chance)
- 2007: Grave Situations
- 2007: Fantastic Movie (Epic Movie)
- 2007: Sherman’s Way
- 2008: Amusement
- 2008: Lost Boys 2: The Tribe
- 2008: H2O Extreme
- 2008: Disaster Movie
- 2009: The Hills Run Red – Drehbuch des Todes (The Hills Run Red)
- 2010: Five Star Day